# Radiothérapie externe

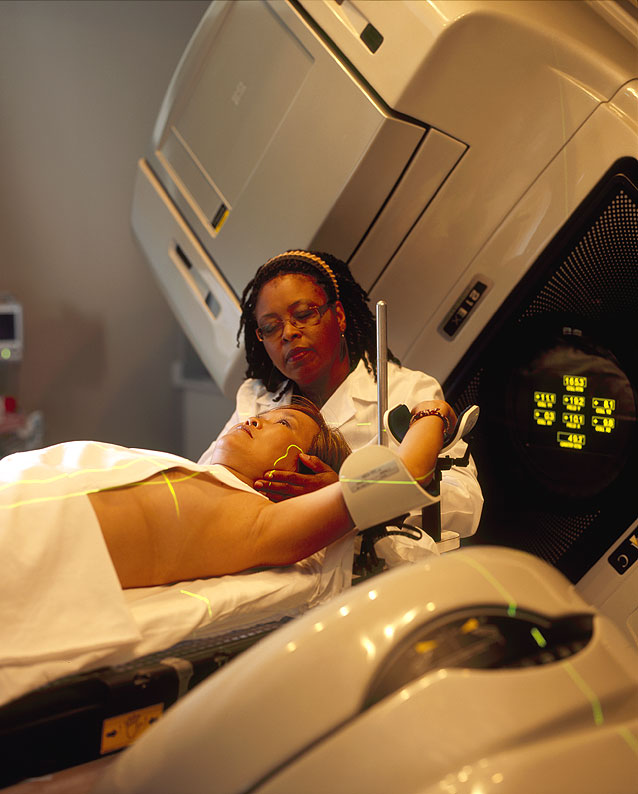
Mise en place d'une patiente pour un traitement de cancer du sein par un accélérateur linéaire d'électrons par radiothérapie externe.

La radiothérapie externe est une technique de radiothérapie reposant sur la localisation d'un faisceau de particules sur une partie du patient. Elle est qualifiée d'externe puisque la source des particules est à l'extérieur du corps, contrairement à la curiethérapie, d'invention plus récente, où les sources sont introduites dans le patient.
La radiothérapie externe exploite principalement des faisceaux de photons, au moyen d'un accélérateur linéaire de particules, ceux-ci permettant également l'emploi d'électrons. D'autres techniques mobilisent des faisceaux de neutrons, de protons ou d'ions lourds, tel le carbone.

## Historique
Avant l'utilisation généralisée des accélérateurs de particules, les photons étaient produits par des "bombes" de Cobalt 60 pouvant être cachées ou exposées dans le bras de la machine, d'où le nom de télécobalt.